# Unaí (tiểu vùng)
Unaí là một tiểu vùng thuộc bang Minas Gerais, Brasil. Tiều vùng này có diện tích 27384 km², dân số năm 2007 là 138139 người.